# Cliniodes lavinia
Cliniodes lavinia là một loài bướm đêm trong họ Crambidae.